# Mattia Viti
Mattia Viti (* 24. Januar 2002 in Borgo San Lorenzo) ist ein italienischer Fußballspieler, der aktuell beim OGC Nizza in der Ligue 1 unter Vertrag steht und an den FC Empoli ausgeliehen ist.

## Karriere

### Verein
Im Jahr 2006 begann Viti seine fußballerische Ausbildung bei UPD Ponte e Greve. Im Sommer 2009 wechselte er zur USD Audace Legnaia, ehe er ein Jahr später zum FC Empoli in die Jugendakademie wechselte. In der Saison 2017/18 spielte er bereits zweimal für die U17-Mannschaft. 2018/19 traf er dort einmal in 21 Spielen und stand schon bei den A-Junioren im Kader. In der Saison 2019/20 war er Stammspieler in der U19-Mannschaft und wurde bereits einige Male ins Profiteam berufen. Anfang April 2021 (33. Spieltag) wurde er bei einem 1:0-Sieg über den AC Reggiana spät eingewechselt und debütierte somit für die Profis in der Serie B. Nach einem weiteren Einsatz und weiteren Juniorenspielen stieg er mit der Profimannschaft als Meister in die Serie A auf. Zudem wurde er Meister der U19-Mannschaft, für die er auch noch spielte. Am 22. September 2021 (5. Spieltag) stand er gegen Cagliari Calcio bei einem 2:0-Sieg das erste Mal in der höchsten italienischen Spielklasse in der Startelf. Er entwickelte sich in der Spielzeit 2021/22 zum Stammspieler und kam zu 20 Einsätzen für die Italiener.
Viti wechselte im Sommer 2022 für über zehn Millionen Euro nach Frankreich in die Ligue 1 zum OGC Nizza. Bei einem 3:2-Sieg über den ES Troyes AC schoss er am zehnten Spieltag sein erstes Tor überhaupt im Profibereich. Nur wenige Tage später stand er bei einer 1:2-Niederlage gegen den 1. FC Slovácko in der Gruppenphase der Conference League in der Startelf und debütierte somit auf internationaler Ebene. Im Sommer 2023 wechselte er per Leihe zur US Sassuolo Calcio und im Sommer 2024 folgte die Leihe mit Kaufoption zurück nach Empoli.

### Nationalmannschaft
Viti spielt seit 2017 für diverse Juniorennationalmannschaften Italiens. Seit März 2022 spielte er für die italienische U21-Nationalmannschaft, nahm aber mit keiner der Juniorenteams in einem großen Turnier zum Einsatz.

## Erfolge
FC Empoli U19
- Italienischer U19-Meister: 2021

FC Empoli
- Italienischer Zweitligameister und Aufstieg in die Serie A: 2021